# Túnel de la Línea
El Túnel de la Línea, es una infraestructura que une los departamentos colombianos de Quindío y Tolima. Forma parte de la vía Cruce de la Cordillera Central que conecta a Bogotá con la costa pacífica y con sus 8.6 km es el túnel vial más largo del continente americano. 
El proyecto es conocido como Túnel de la Línea debido a que pasa 900 metros por debajo, precisamente, del «Alto de La Línea» en la Cordillera Central de los Andes colombianos. El propósito de la obra es facilitar el tráfico en la Ruta Nacional 40, una de las vías transversales de Colombia, que enlaza a Bogotá con el eje cafetero, la ciudad de Cali y el puerto de Buenaventura, sobre el Océano Pacífico. En el mencionado trayecto, se estima que la obra reduce en 80 minutos el tiempo de viaje de los vehículos de carga pesada, y en 40 minutos el de los vehículos livianos.
La entrega de la obra estuvo planeada para julio de 2013, pero tras muchos aplazamientos la obra finalmente se inauguró el 4 de septiembre de 2020.

## Historia
La idea original data del año 1902 y fue del ingeniero Luciano Battle, la cual fue retomada en el año 1913 como proyecto de túnel para un ferrocarril, habiéndose llegado a erigir para ello una estación en Boquía, cerca del actual Salento. En el año 1925 se alcanzaron a perforar 300 metros de dicho túnel ferrocarrilero, por parte de una empresa francesa. Desde los años sesenta, estudios de técnicos japoneses indicaron que el túnel debía construirse a 2.500 metros de altura sobre el nivel del mar.
En 2008 la licitación para la ejecución del proyecto fue adjudicada al consorcio Segundo Centenario. La construcción del túnel principal inicio en diciembre de 2009. El monto inicial de la adjudicación fue de 629,000 millones de pesos colombianos (unos 193 millones de dólares estadounidenses). El túnel sería entregado en julio de 2013, pero se postergó, por dificultades geológicas, para julio de 2014.
En 18 de septiembre de 2014, ante la preocupación del presidente Juan Manuel Santos por las demoras de la obra, el vicepresidente Germán Vargas Lleras anunció que al proyecto de cruce de la cordillera central todavía «le restaría un año y seis meses y necesitaría una inversión cercana a los 160.000 millones de pesos» adicionales (unos 49 millones de dólares estadounidenses), sobre el monto inicial presupuestado, en caso de que la «obra anduviera a todo vapor». Según esta evaluación, la obra no sería entregada antes de 2016. Pero, a pesar de ello, el consorcio Segundo Centenario, propuso al gobierno colombiano una negociación para evitar la caducidad del contrato, proceso iniciado por el poder ejecutivo, debido a fallas y retrasos en la ejecución. En este sentido, la obra en 2014 presentaba retrasos significativos, pudiéndose «constatar...que hay muy poco frente de obra trabajando. Desde hace varios meses se viene reduciendo el personal». A finales de 2014, la inversión en el Túnel de la Línea ascendía a más de 600 000 millones de pesos colombianos (equivalentes a 185 millones de dólares estadounidenses).
La razón de los retrasos habrían sido las profundas diferencias entre el Invías, la entidad pública adjudicataria de la obra, y la empresa del ingeniero Carlos Collins que dirige el consorcio Segundo Centenario, responsable de ejecutar el proyecto. Al comenzar el año 2019, y tras una visita a la obra, el presidente Iván Duque afirmó que el cruce subterráneo podría entrar a funcionar plenamente en diciembre de 2020.
Luego se anunció que la inauguración del túnel se preveía para mayo de 2020, pero con la llegada de la pandemia del nuevo coronavirus, la inauguración, finalmente, se realizó el 4 de septiembre de 2020.

## Complejidad de la obra
La construcción de un túnel piloto exploratorio por debajo de la Cordillera central de los Andes se inició el 30 de septiembre de 2004, finalizando la perforación el 2 de agosto de 2008.
El director general del INVÍAS, Juan Gil, afirmó que «el primer (reto)... fue técnico» pues en ese momento la ingeniería colombiana debió lidiar con aguas subterráneas, grandes capas de ceniza volcánica y ocho fallas geológicas, a lo largo de 3,2 kilómetros de los 8,65 km de longitud del túnel, que debieron tratarse y estabilizarse». Entre las ocho fallas que se hallaron estaba la de «La Soledad», catalogada por expertos internacionales como la segunda falla de mayor complejidad geológica y técnica en la construcción de túneles en el mundo, la cual fue estabilizada definitivamente en 2019.
No obstante el punto de vista del Gobierno, existen análisis de académicos que evidencian la otra realidad de la obra, como el del experto en megaproyectos Rodolfo García Sierra, investigador de la Universidad Nacional de Colombia:

fue entonces cuando descubrimos que no era una obra difícil ni imposible, no era compleja ni costosa, tampoco demorada, sino ante todo una obra abandonada y aislada de las voces de quienes desde la sociedad académica y profesional estaban hablando sin un eco y no podían innovar ni aportar

Otro aspecto que se abordó fue el tema de la desfinanciación de la obra, tras el conflicto jurídico entre el Estado colombiano y los contratistas, el cual se resolvió adicionando nuevos fondos públicos al presupuesto ya invertido. Tales desembolsos no han estado exentos de polémica, como se ha denunciado en los medios de comunicación y también por la misma Contraloría General de la República de Colombia la cual encontró que la obra presentó sobrecostos de más del 500%.
Se han revelado diferentes anomalías, como por ejemplo que ejecutar el 12% final de la obra terminó constando más que el otro 88% restante, como lo explica el diario económico La República:

Al hacer las cuentas finales para la terminación de ese 12% restante, dice la carta, se han comprometido $860.000 millones adicionales y el proyecto se terminará recién en abril del 2021 (53 meses más)

Análisis en el cual coincidieron otras investigaciones periodísticas incluyendo las de medios internacionales como la revista Forbes

## Túnel vehicular más largo de América

Corte transversal del Túnel de la Línea

El túnel tiene 8,65 km de largo, 12,5 m de ancho y 3 carriles, 2 de operación y 1 de emergencia, dotado con tecnología de vanguardia para su operación segura.  Al terminar su construcción se convirtió en el túnel vehicular más largo de América, superando al también colombiano Túnel de Oriente, con una longitud total de 8.651,55 m.
La entrada occidental del túnel se encuentra en el Portal Galicia, a 2.420 metros sobre el nivel del mar, a 11 km de Calarcá y a 19 km de la ciudad de Armenia. La entrada oriental del túnel se encuentra en el Portal Bermellón, a 16 km de Cajamarca y 37,8 km de la ciudad de Ibagué.